# Leonel Álvarez
Leonel de Jesús Álvarez Zuleta, född 29 juli 1965 i Remedios, är en colombiansk före detta fotbollsspelare som sedan 2015 är tränare för Independiente Medellín. Álvarez spelade 101 landskamper för Colombias landslag mellan 1985 och 1995, vilket gör honom till 2:a bland de colombianer som spelat flest matcher i landslaget efter Carlos Valderrama. Efter spelarkarriären har Álvarez även varit förbundskapten för Colombia.

## Spelarkarriär

### Klubblag
Leonel Álvarez startade sin karriär i Independiente Medellín 1983. 1989 hade han gått till Atlético Nacional där han vann Copa Libertadores. Han har även vunnit den Colombianska ligan 1990 och 1995, då i América de Cali. Álvarez spelade även två säsonger i spanska Real Valladolid.
1996 skrev Leonel Álvarez på för MLS-klubben Dallas Burn, där han under första säsongen gjorde tre mål och fem assister på 22 matcher. Han blev även uttagen i "Årets lag" i MLS. Till efterföljande säsong flyttade Álvarez till mexikanska Veracruz, men återvände till Dallas 1998. Efter två säsonger byttes han bort till New England Revolution mot Ariel Graziani. Där spelade han till 2001 innan klubben valde att inte förlänga hans kontrakt.
Leonel Álvarez återvände då till Colombia där han spelade i Deportivo Pereira, och senare avslutade sin karriär i Deportes Quindío.

### Landslag
Leonel Álvarez gjorde sin landslagsdebut 14 februari 1985 i en match mot Polen. Han deltog i VM 1990, samt VM 1994. Álvarez deltog även i Copa América 1987, 1989, 1991, 1993 och 1995.

## Tränarkarriär
Álvarez startade sin tränarkarriär i moderklubben Independiente Medellín som assisterande tränare till Santiago Escobar. Efter en rad dåliga resultat fick dock Escobar sparken och Álvarez klev in som huvudansvarig. I maj 2010 blev han assisterande tränare för Colombia. I september 2011 fick den dåvarande förbundskaptenen Hernán Gómez sparken och Álvarez tog över jobbet. Han fick en bra start då Colombia slog Bolivia i hans första match som ansvarig. Han blev dock kortvarig som förbundskapten då han fick sparken 14 december samma år efter 1-1 mot Venezuela samt en 1-2-förlust mot Argentina i VM-kvalet.

## Meriter

### Klubblag
Atlético Nacional
- Copa Libertadores: 1989

América de Cali
- Categoría Primera A: 1990, 1995

### Landslag
Colombia
- Copa América
  - Brons: 1987, 1993, 1995